# Паул Вајнштајн
Паул Вајнштајн (Валендорф 5. април 1878 — Бохум, 16. август 1964) бивши је немачки атлетичар, са почетка 20. века. Специјалност су му били скокови, а навећи успех је постигао у скоку увис. По занимању био је доктор хемије.
Такмичио се У скоку увис на Олимпијским играма 1904. у Сент Луису, скочио је 1,77 м исто као и другопласирани Гарет Сервис из САД, па су моррали скочити још по један скок, где је Гарет био бољи. У скоку мотком био је седми.
Учествона је и на Олимпијским међуиграма 1906.у Атини, поводом прославе 10-годишњице првих модерних Олимпијских игара. Текмичио се у 5 скакачких дисциплинана и бацању копља, али је остао без медаље.
Резултати
Скок увис — 1,65 м, осмо место
Скок увис без залета — 1,25, делио седмо место
Скок удаљ — 5,72 м, 16. место
Скок удаљ без залета — 2,65 м, 23. место
Троскок — 12,61 м, 9. место
Бацање копља (слободни стил) — непознато, иза 11. места
Вајнштајнов млађи брат Алберт био је атлетичар, учесник Летњих олимпијских игара 1908. у Лондону.